# Campeonato Europeu Júnior de Natação de 1975
O Campeonato Europeu Júnior de Natação de 1975 foi a 5ª edição do evento organizado pela Liga Europeia de Natação (LEN). A competição foi realizada entre os dias 7 e 10 de agosto de 1975 em Genebra na Suíça. Foi realizado um total de 24 provas, sendo 20 de natação e quatro de saltos ornamentais. Teve como destaque a Alemanha Oriental com 23 medalhas no total.

## Participantes
- Natação: Nadadores que não tinham mais de 15 anos em 1975. Nascidos não antes de 1960.
- Saltos Ornamentais: Saltadores que não tinham mais de 16 anos em 1975. Nascidos não antes de 1959.

## Medalhistas

### Natação
Os resultados foram os seguintes. 
Masculino
| Evento          | Ouro                               | Ouro     | Prata                                  | Prata    | Bronze                                 | Bronze   |
| 100 m Livre     | Suécia · Pär Arvidsson             | 54.45    | União Soviética · Vladimir Gluchov     | 56.12    | Alemanha Ocidental · Hans Pfeffer      | 56.20    |
| 400 m Livre     | Hungria · Sándor Nagy              | 4:08.49  | União Soviética · Vladimir Gluchov     | 4:12.10  | União Soviética · Vladimir Sal'nikov   | 4:13.46  |
| 1500 m Livre    | Hungria · Sándor Nagy              | 16:16.90 | União Soviética · Vladimir Sal'nikov   | 16:40.02 | Iugoslávia · Borut Petrič              | 16:50.90 |
| 100 m Costas    | Checoslováquia · Miloslav Roľko    | 1:02.43  | União Soviética · Ivan Mikolutsky      | 1:02.70  | Alemanha Oriental · Gerald Stern       | 1:02.71  |
| 200 m Costas    | União Soviética · Sergei Karataev  | 2:10.60  | União Soviética · Ivan Mikoluckij      | 2:10.74  | Checoslováquia · Miloslav Roľko        | 2:13.70  |
| 100 m Peito     | Alemanha Oriental · Gregor Arnicke | 1:08.55  | Alemanha Ocidental · Götz Felgenträger | 1:10.93  | União Soviética · Andrej Dement'ev     | 1:11.97  |
| 200 m Peito     | União Soviética · Andrei Dementiev | 2:30.52  | Alemanha Oriental · Gregor Arnicke     | 2:30.69  | Alemanha Ocidental · Götz Felgenträger | 2:32.18  |
| 100 m Borboleta | Itália · Alessandro Griffith       | 59.51    | Suécia · Pär Arvidsson                 | 59.53    | União Soviética · Andrej Gerasimov     | 1:00.84  |
| 200 m Borboleta | Itália · Alessandro Griffith       | 2:09.02  | Suécia · Pär Arvidsson                 | 2:09.95  | Hungria · Fodor Szabolcs               | 2:11.64  |
| 200 m Medley    | União Soviética · Vladimir Gluchov | 2:14.94  | Checoslováquia · Miloslav Roľko        | 2:16.98  | União Soviética · Sergej Karataev      | 2:17.44  |

Feminino
| Evento          | Ouro                               | Ouro    | Prata                                | Prata   | Bronze                              | Bronze  |
| 100 m Livre     | Países Baixos · Ineke Ran          | 58.90   | Alemanha Oriental · Marina Jank      | 59.07   | Alemanha Oriental · Gabrielle Mai   | 59.43   |
| 400 m Livre     | Alemanha Oriental · Regina Jäger   | 4:25.18 | Alemanha Oriental · Petra Thümer     | 4:27.08 | Itália · Laura Bortolotti           | 4:28.30 |
| 800 m Livre     | Alemanha Oriental · Petra Thümer   | 8:59.31 | Bélgica · Carine Verbauwen           | 9:02.11 | Alemanha Oriental · Birgit Wächtler | 9:06.84 |
| 100 m Costas    | Alemanha Oriental · Birgit Treiber | 1:04.84 | Alemanha Oriental · Petra Wahrendorf | 1:05.59 | Hungria · Gabriella Verrasztó       | 1:06.65 |
| 200 m Costas    | Alemanha Oriental · Birgit Treiber | 2:19.68 | Alemanha Oriental · Daniela Beier    | 2:23.52 | Hungria · Gabriella Verrasztó       | 2:25.63 |
| 100 m Peito     | Alemanha Oriental · Karla Linke    | 1:15.78 | Alemanha Ocidental · Christa Freitag | 1:16.35 | União Soviética · Marina Koševaja   | 1:16.97 |
| 200 m Peito     | Alemanha Oriental · Karla Linke    | 2:40.56 | Dinamarca · Susanne Nielsson         | 2:45.50 | União Soviética · Marina Koševaja   | 2:47.04 |
| 100 m Borboleta | Alemanha Oriental · Marina Jank    | 1:02.41 | Reino Unido · Anne Adams             | 1:05.09 | Alemanha Oriental · Andrea Pollack  | 1:05.26 |
| 200 m Borboleta | Alemanha Oriental · Annett Fiebig  | 2:20.02 | Reino Unido · Anne Adams             | 2:22.33 | Itália · Cinzia Rampazzo            | 2:22.51 |
| 200 m Medley    | Alemanha Oriental · Birgit Treiber | 2:23.00 | Alemanha Oriental · Karla Linke      | 2:23.85 | Reino Unido · Anne Adams            | 2:24.88 |

### Saltos ornamentais
Masculino
| Evento                     | Ouro                              | Ouro   | Prata                      | Prata  | Bronze                              | Bronze |
| Trampolim 3 m individual   | União Soviética · Sergej Nemcanov | 448.11 | Alemanha Oriental · Köthe  | 437.64 | União Soviética · Uladzimir Alejnik | 431.73 |
| Plataforma 10 m individual | União Soviética · Sergej Nemcanov | 442.17 | Áustria · Nikola Stajkovic | 439.05 | União Soviética · Vjačeslav Trošin  | 420.30 |

Feminino
| Evento                     | Ouro                                    | Ouro   | Prata                              | Prata  | Bronze                             | Bronze |
| Trampolim 3 m individual   | Alemanha Ocidental · Renate Piotraschke | 397.14 | Alemanha Oriental · Kerstin Krause | 393.27 | União Soviética · Ol'ga Dmitrieva  | 391.80 |
| Plataforma 10 m individual | Alemanha Ocidental · Renate Piotraschke | 319.02 | União Soviética · Gorina           | 307.92 | Alemanha Oriental · Kerstin Krause | 303.69 |

## Quadro de medalhas
| Ordem | País               | Medalha de ouro | Medalha de prata | Medalha de bronze | Total |
| ----- | ------------------ | --------------- | ---------------- | ----------------- | ----- |
| 1     | Alemanha Oriental  | 10              | 8                | 5                 | 23    |
| 2     | União Soviética    | 5               | 6                | 9                 | 20    |
| 3     | Alemanha Ocidental | 2               | 2                | 2                 | 6     |
| 4     | Hungria            | 2               | 0                | 3                 | 5     |
| 5     | Itália             | 2               | 0                | 2                 | 4     |
| 6     | Suécia             | 1               | 2                | 0                 | 3     |
| 7     | Checoslováquia     | 1               | 1                | 1                 | 3     |
| 8     | Países Baixos      | 1               | 0                | 0                 | 1     |
| 9     | Reino Unido        | 0               | 2                | 1                 | 3     |
| 10    | Áustria            | 0               | 1                | 0                 | 1     |
| 10    | Bélgica            | 0               | 1                | 0                 | 1     |
| 10    | Dinamarca          | 0               | 1                | 0                 | 1     |
| 13    | Iugoslávia         | 0               | 0                | 1                 | 1     |
| Total | Total              | 24              | 24               | 24                | 72    |